# Branco e Negro
Branco e Negro: Semanário Ilustrado publicou-se em Lisboa entre 1896 e 1898 sob a direcção de António Maria Pereira, ele próprio proprietário da livraria / editôra com o seu nome. De resto, sem nunca apresentar o seu projecto editorial, percebe-se que Branco e Negro se foi compondo de fragmentos extraídos de edições lançadas pela Livraria António Maria Pereira que, com esta estratégia, promove as obras por si editadas. Na forma, conteúdo e público alvo, inspira-se claramente na sua antecedente de sucesso, a espanhola Blanco y Negro. Assim, a Branco e Negro (portuguesa) dirige-se a um público geral, com temas universais, assumindo um ecletismo redutor de antagonismos. Tudo combinado com ilustração frequente, isenta de côr. Nela podem-se encontrar excertos de autôres como: Ramalho Ortigão, António Nobre, Guerra Junqueiro, Pinheiro Chagas, Manuel da Silva Gaio, José Sarmento, Ana de Castro Osório, Guiomar Torrezão, Jorge Colaço, Leal da Câmara, Arnaldo Fonseca, Fialho de Almeida, Gomes Leal, Maria Amália Vaz de Carvalho, Carlos Malheiro Dias, Marcelino Mesquita, Henrique das Neves, José Augusto de Castro, Júlio Brandão, Trindade Coelho, Gervásio Lobato, Bulhão Pato, Oliveira Martins, Wenceslau de Moraes e Alberto Pimentel; os brasileiros, Coelho Neto, Olavo Bilac, Luiz Delphino, e Luís Murat, e ainda, estudos vários, cujos prelúdios passaram pela Branco e Negro elaborados por Leite de Vasconcelos, Martins Sarmento, Abade Baçal, Eugénio de Castro, João de Castro, Alberto Sampaio, Adolfo Coelho e Sousa Viterbo. Na sua ilustração destacam os nomes de Celso Hermínio, Ernesto Condeixa, João Vaz, Enrique Casanova, Emílio Biel, Roque Gameiro e Carlos Relvas.